# Elachistinae
De Elachistinae zijn een onderfamilie van vlinders uit de familie grasmineermotten (Elachistidae).

## Geslachten
- Araucarivora
- Aristoptila
- Atmozostis
- Atrinia
- Calamograptis
- Cryphioxena
- Elachista
  - = Dicasteris
  - = Dicranoctetes
  - = Irenicodes
  - = Donacivola
  - = Hemiprosopa
  - = Euproteodes
  - = Biselachista
  - = Dibrachia
- Elachistites
- Elachistoides
- Eretmograptis
- Eupneusta
- Gautengia
- Illantis
- Kumia
- Kuznetzoviana
- Mendezia
  - = Habeleria
  - = Pretoriana
  - = Triboloneura
- Microperittia
- Microplitica
- Mylocrita
- Myrrhinitis
- Ogmograptis
- Palaeoelachista
- Paraperittia
- Perittia
  - = Scirtopoda
  - = Onceroptila
  - = Swezeyula
  - = Sineviana
  - = Sruogania
  - = Whitebreadia
  - = Bradleyana
- Perittoides
- Petrochroa
- Phaneroctena
- Phthinostoma
- Polymetis
- Praemendesia
- Proterochyta
- Stephensia
  - = Austriana
  - = Canariana
  - = Holstia
  - = Gibraltarensis
- Svenssonia
- Symphoristis
- Urodeta